# Невероятният Спайдър-Мен (филм, 2012)
„Невероятният Спайдър-Мен“ (на английски: The Amazing Spider-Man) е американски филм, базиран на едноименния комикс. Това е четвъртият филм на Columbia Pictures за супергероя Спайдър-Мен на Марвел Комикс и първият в новата рестартирана поредица. Режисьор е Марк Уеб. Актьорският състав включва Андрю Гарфийлд, Ема Стоун и Рийс Ивънс. Премиерата се състои на 3 юли 2012 г. на 3D и IMAX 3D.

## Актьорски състав
| Актьор         | Роля                         |
| -------------- | ---------------------------- |
| Андрю Гарфийлд | Питър Паркър / Спайдър-Мен   |
| Ема Стоун      | Гуен Стейси                  |
| Рис Айфънс     | доктор Кърт Конърс / Лизард  |
| Денис Лиъри    | Джордж Стейси                |
| Ирфан Хан      | Раджит Ратха                 |
| Мартин Шийн    | Бен Паркър                   |
| Сали Фийлд     | Мей Паркър                   |
| Крис Зулка     | Флаш Томпсън                 |
| Кембъл Скот    | Ричард Паркър, баща на Питър |
| Ембет Дейвиц   | Мари Паркър, майка на Питър  |
| Хана Маркс     | Миси Калънбак                |

## В България
В България филмът е пуснат по кината на 13 юли 2012 г. от Александра Филмс.
На 19 март 2017 г. е излъчен за първи път по NOVA с български войсоувър дублаж. Екипът се състои от:
| Озвучаващи артисти  | Ани Василева Нина Гавазова Николай Николов Силви Стоицов Ивайло Велчев Христо Узунов |
| Преводач            | Ирина Ценкова                                                                        |
| Тонрежисьор         | Димитър Кукушев                                                                      |
| Режисьор на дублажа | Димитър Кръстев                                                                      |